# Alto Alegre dos Parecis
Pour les articles homonymes, voir Alto Alegre.
Alto Alegre dos Parecis est une municipalité brésilienne située dans l'État du Rondônia.